# Aphelandra acrensis
Aphelandra acrensis är en akantusväxtart som beskrevs av Gustav Lindau. Aphelandra acrensis ingår i släktet Aphelandra och familjen akantusväxter. Inga underarter finns listade i Catalogue of Life.